# 手の太陽小腸経
手の太陽小腸経（てのたいようしょうちょうけい、中国語 手太陽小腸經 shoú tàiyang xíaochángjīng、英:The Small Intestine Meridian of Hand-TaiyangもしくはShoutaiyang Xiaochangjingxue）とは小腸経に属する手を流れる陽経の経絡である。心臓と小腸は共に中国の五行（木、火、土、金、水）でいうと火（君火）に属するため密接な関係を持つ。流注によると小腸はもとより、鼻や耳のまわりを取り囲んでいるため鼻づまりなどの病気にこの小腸経の経穴を使うこともある。小腸経の募穴は関元穴（任脈）。
国際表記はSIと表記する。

## 流注（経絡の流れの道筋）
小指末端（少沢穴）に起こり、手の尺側（前谷穴、後谿穴）を循り、手関節を経て前腕尺側を上行して肘関節（小海穴）に至り、上腕後内側より肩の後から肩甲を循り大椎穴で左右が交わる。ついで缺盆穴に入り心を絡い、横隔膜を下り、胃に抵り、小腸に属す。
その支なるものは缺盆穴から別れて頚を循り、頬に上り外眼角（瞳子髎）から耳中に入る。またその支なるものは、頬から別れて鼻から内眼角（睛明穴）に行き、足の太陽膀胱経に連なる。

## 手の太陽小腸経に所属する経穴の一覧
以下に出てくる寸、分などの尺は骨度法、同身寸法参照。

### SI1.少沢（しょうたく）
取穴部位：小指尺側爪甲根部、爪甲の角を去ること1分
要穴：井金穴
知覚神経：尺骨神経浅枝
血管：背側手根枝（尺骨動脈）の枝

### SI2.前谷（ぜんこく）
取穴部位：手を握り第5中手指節関節の下、尺側の陥凹部
要穴：滎水穴
知覚神経：尺骨神経浅枝
血管：背側手根枝（尺骨動脈）の枝

### SI3.後渓（こうけい）
【旧名】後谿（こうけい）
取穴部位：第5中手指節関節の上、尺側の陥凹部、手を握ってできる横紋の端
要穴：兪木穴
筋肉：小指外転筋
運動神経：尺骨神経
知覚神経：尺骨神経浅枝
血管：背側手根枝（尺骨動脈）の枝
兵法：後絡（こうらく）

### SI4.腕骨（わんこつ）
取穴部位：手背尺側にあり、第5中手骨底と三角骨の間の陥凹部
要穴：原穴
筋肉：小指外転筋
運動神経：尺骨神経
知覚神経：尺骨神経浅枝
血管：背側手根枝（尺骨動脈）の枝

### SI5.陽谷（ようこく）
取穴部位：手関節後面にあり、尺骨茎状突起の前下際の陥凹部
要穴：経火穴
筋肉：伸筋支帯、尺側手根伸筋腱
運動神経：橈骨神経
知覚神経：尺骨神経浅枝
血管：背側手根枝（尺骨動脈）

### SI6.養老（ようろう）
取穴部位：陽谷穴の上1寸、尺骨茎状突起の隆起中央の割れ目、手掌を胸にあて尺側頭の橈側縁の陥凹部、尺骨茎状突起と尺側手根伸筋の間
要穴：郄穴
筋肉：尺側手根伸筋腱
運動神経：橈骨神経
知覚神経：尺骨神経浅枝
血管：背側手根枝（尺骨動脈）

### SI7.支正（しせい）
取穴部位：手を胸に当てて陽谷から小海に向かい上5寸、尺骨後面のほぼ中央
要穴：絡穴
筋肉：尺側手根伸筋、尺側手根屈筋
運動神経：橈骨神経、尺骨神経
知覚神経：内側前腕皮神経
血管：尺骨動脈の枝、後骨間動脈の枝

### SI8.小海（しょうかい）
取穴部位：上腕骨内側上顆と肘頭の間、陥凹部、肘を半ば屈曲して取る、尺骨神経溝
要穴：合土穴
筋肉：尺側手根屈筋
運動神経：尺骨神経
知覚神経：内側前腕皮神経
血管：尺側反回動脈、尺側側副動脈

### SI9.肩貞（けんてい）
取穴部位：上腕を腋につけた時、腋窩横紋の後端から上1寸
禁灸穴
筋肉：小円筋、大円筋、三角筋
運動神経：腋窩神経、肩甲下神経
知覚神経：上外側上腕皮神経
血管：後上腕回旋動脈、肩甲上動脈、肩甲回旋動脈

### SI10.臑兪（じゅゆ）
取穴部位：腋窩横紋後端の上方で、肩甲棘外端の下際陥凹部、肩甲棘外端は、肩甲棘から肩峰への移行部
筋肉：三角筋、棘下筋
運動神経：腋窩神経、肩甲上神経
知覚神経：上外側上腕皮神経、鎖骨上神経
血管：後上腕回旋動脈、肩甲上動脈

### SI11.天宗（てんそう）
取穴部位：棘下窩の中央
筋肉：棘下筋
運動神経：肩甲上神経
知覚神経：肋間神経外側皮枝、胸神経後枝
血管：肩甲上動脈、肩甲回旋動脈

### SI12.秉風（へいふう）
取穴部位：肩甲棘のほぼ中央上際
筋肉：棘上筋、僧帽筋
運動神経：肩甲上神経、副神経、頚神経叢筋枝
知覚神経：胸神経後枝
血管：肩甲上動脈

### SI13.曲垣（きょくえん）
取穴部位：肩甲棘内端の上際で、棘上窩
筋肉：棘上筋、僧帽筋
運動神経：肩甲上神経、副神経、頚神経叢筋枝
知覚神経：胸神経後枝
血管：頚横動脈

### SI14.肩外兪（けんがいゆ）
取穴部位：第1・第2胸椎棘突起間（陶道穴）の外方3寸、肩甲骨内上角の骨際
筋肉：僧帽筋、肩甲挙筋
運動神経：副神経、頚神経叢筋枝、肩甲背神経
知覚神経：胸神経後枝
血管：頚横動脈

### SI15.肩中兪（けんちゅうゆ）
取穴部位：第7頚椎と第1胸椎棘突起間（大椎穴）の外方2寸
筋肉：僧帽筋、肩甲挙筋
運動神経：副神経、頚神経叢筋枝、肩甲背神経
知覚神経：頚神経後枝、胸神経後枝
血管：頚横動脈

### SI16.天窓（てんそう）
取穴部位：下顎骨の後下方、胸鎖乳突筋の前縁で、扶突穴と天容穴のほぼ中央、扶突穴の後方で胸鎖乳突筋の後縁
筋肉：広頚筋、胸鎖乳突筋
運動神経：顔面神経、副神経、頚神経叢筋枝
知覚神経：頚横神経
血管：外頚動脈

### SI17.天容（てんよう）
取穴部位：側頚部で下顎角の後方、胸鎖乳突筋の前縁
筋肉：胸鎖乳突筋、顎二腹筋後腹
運動神経：副神経、頚神経叢筋枝、顔面神経
知覚神経：大耳介神経、頚横神経
血管：外頚動脈

### SI18.顴髎（けんりょう）
取穴部位：外眼角の直下で頬骨の下縁、陥凹部
筋肉：大頬骨筋
運動神経：顔面神経
知覚神経：上顎神経
血管：顔面動脈の枝

### SI19.聴宮（ちょうきゅう）
取穴部位：耳珠中央の前、陥凹部、顎関節突起の後縁、浅側頭動脈拍動部
知覚神経：耳介側頭神経
血管：浅側頭動脈

## 音声用小腸経経穴名一覧
ショータク　　ゼンコク　　コーケイ　　ワンコツ　　ヨーコク　　ヨーロー　　シセイ　　ショーカイ　　ケンテイ　　ジュユ　　テンソー　　ヘイフー　　キョクエン　　ケンガイユ　　ケンチューユ　　テンソー　　テンヨー　　ケンリョー　　チョーキュー

## 手太陽小腸経病
主に下顎部が腫れ首が回らない、肩部痛、上臂痛、難聴、目黄、頬部の腫れ、頚・顎・肘・上肢外側後方部痛などが起こるとされている。